# Comtat de Tirana
El comtat de Tirana (en albanès Qarku i Tiranës) és un dels dotze comtats albanesos. Té una població de 601.565 habitants (segons estimació del 2005) i una extensió de 1.631 km². Està format pels districtes de Kavajë i de Tirana, i la capital n'és la ciutat de Tirana. La capital del comtat és Tirana, que és també la ciutat més gran per àrea i població d'Albània. Una gamma-world-city, és el centre econòmic i polític més influent del país.

## Història

###### Abans de la Independència d'Albània
La regió, que actualment correspon al territori del comtat de Tirana, ha estat habitada contínuament des del Paleolític fa uns 10.000 a 30.000 anys, com suggereixen les proves d'eines excavades prop de la pedrera del Mont Dajt i dins de la cova de Pëllumbas. Tal com argumenten diversos arqueòlegs, Tirana i els seus suburbis estan plens de topònims il·lírics, ja que els seus recintes són algunes de les primeres regions habitades d'Albània.
El descobriment més antic al centre de Tirana va ser una casa romana, transformada més tard en una església sense passadís amb un sòl de mosaic, que data del segle III dC, amb altres restes trobades a prop d'un temple medieval a la font de Shengjin als suburbis orientals. Un castell possiblement anomenat Tirkan o Theranda, les restes del qual es troben al carrer Murat Toptani, va ser construït per l'emperador Justinià l'any 520 dC i restaurat per Ahmed Pasha Toptani al segle XVIII. La zona no va tenir una importància especial a l'època il·líria i clàssica. El 1510, Marin Barleti, un sacerdot i erudit catòlic albanès, a la biografia de l'heroi nacional albanès Skanderbeg es referia a aquesta zona com a petit poble.

## Geografia
Definit en una superfície de 1.652 Km2, el comtat de Tirana es troba a la regió central de la República d'Albània i limita amb el mar Adriàtic a l'oest, els comtats de Durrës al nord-oest, Dibër al nord-est, Elbasan a l'est i Fier al sud-oest. El comtat es troba entre les latituds 41° i 18° N i les longituds 19° i 56° E. El punt més alt és Mali me Gropa amb 1228 m per sobre de l'Adriàtic, encara que el punt més baix és el mar Adriàtic a 0 m.
Comtat de Tirana des de les costes del mar Mediterrani a l'oest fins a les muntanyes del sistema de les muntanyes Skanderbeg a l'est. La plana plana de la costa albanesa del mar Adriàtic a l'oest conté la plana de Myzeqe. A l'est es troba la regió muntanyosa i muntanyosa de les muntanyes Skanderbeg que separa les terres baixes occidentals de la serralada central. Tres rius travessen el comtat, inclosos el riu Erzen, el riu Ishëm i el riu Shkumbin al llarg de la frontera amb el comtat d'Elbasan .

### Clima
El mar Adriàtic i les muntanyes Skanderbeg tenen una influència particular en el clima del comtat de Tirana, tot i que té un clima mediterrani amb quatre estacions diferents. Els estius són generalment càlids i secs, mentre que els hiverns són relativament frescs i suaus, i rarament molt freds. La temperatura més alta de 41,5 ºC es va registrar a la ciutat de Tirana, mentre que la temperatura més baixa de - 34,7 ºC  es va registrar al poble de Bixë.

### Àrees protegides
El Ministeri de Turisme i Medi Ambient administra una sèrie de llocs naturals i àrees protegides al comtat de Tirana. Juntament amb nombrosos llocs i àrees naturals nacionals, l'Agència Nacional d'Àrees Protegides també gestiona el Parc Nacional de la Muntanya Dajti, el Parc Nacional de Divjakë-Karavasta i el Paisatge Protegit Mali me Gropa-Bizë-Martanesh .